# Delosinoides
Delosinoides es un género de foraminífero bentónico considerado un sinónimo posterior de Neodelosina de la familia Delosinidae, de la superfamilia Delosinoidea, del suborden Buliminina y del orden Buliminida. Su especie tipo era Delosinoides glenni. Su rango cronoestratigráfico abarcaba el Holoceno.

## Discusión
Clasificaciones previas incluían Delosinoides en el suborden Rotaliina del orden Rotaliida.

## Clasificación
Delosinoides incluía a la siguiente especie:
- Delosinoides glenni